# Dicranomyia tehuelche
Dicranomyia tehuelche är en tvåvingeart som först beskrevs av Alexander 1929.  Dicranomyia tehuelche ingår i släktet Dicranomyia och familjen småharkrankar. Inga underarter finns listade i Catalogue of Life.